# Pouru-Saint-Remy
Pouru-Saint-Remy település Franciaországban, Ardennes megyében. Lakosainak száma 1129 fő (2022. január 1.). Pouru-Saint-Remy Brévilly, Escombres-et-le-Chesnois, Francheval, Pouru-aux-Bois, Sachy, Tétaigne és Douzy községekkel határos.

## Népesség
A település népességének változása:
| Lakosok száma | 1412 | 1232 | 1166 | 1217 | 1205 | 1194 | 1163 | 1144 | 1144 | 1129 |
|               | 1968 | 1982 | 1990 | 2006 | 2013 | 2015 | 2017 | 2019 | 2020 | 2022 |